# Цуцген
Цуцген (нім. Zuzgen) — громада  в Швейцарії в кантоні Ааргау, округ Райнфельден.

## Географія
Громада розташована на відстані близько 75 км на північний схід від Берна, 19 км на північний захід від Аарау.
Цуцген має площу 8,4 км², з яких на 5,4% дозволяється будівництво (житлове та будівництво доріг), 59,9% використовуються в сільськогосподарських цілях, 34,6% зайнято лісами, 0,1% не є продуктивними (річки, льодовики або гори).

## Демографія
2019 року в громаді мешкало 864 особи (+2% порівняно з 2010 роком), іноземців було 12,7%. Густота населення становила 103 осіб/км².
За віковим діапазоном населення розподілялося таким чином: 18,1% — особи молодші 20 років, 62,8% — особи у віці 20—64 років, 19,1% — особи у віці 65 років та старші. Було 353 помешкань (у середньому 2,4 особи в помешканні).
Із загальної кількості 252 працюючих 56 було зайнятих в первинному секторі, 28 — в обробній промисловості, 168 — в галузі послуг.